# The Lovely Linda
The Lovely Linda è la traccia di apertura dell'album McCartney, 33 giri di debutto per Paul McCartney, uscito a marzo 1970. Una riedizione è stata inclusa come traccia di chiusura di Working Classical del 1999; in questo caso, è stata interpretata dalla London Symphony Orchestra. È anche apparsa sul secondo disco di Wingspan: Hits and History del 2001.

## Il brano
The Lovely Linda è un breve tributo alla moglie, Linda Eastman, sposata dal musicista il 13 marzo 1970. Fu la prima canzone ad essere registrata per McCartney. Paul ricorda che, quando venne installato il suo studio privato nella casa al numero 7 di Cavendish Avenue di Londra, registrò il pezzo, composto in Scozia, per testarlo. Prima registrò la voce e la chitarra acustica; quest'ultimo strumento venne sovrainciso sulla seconda pista. Poi incise le percussioni, create da battiti di mani su un libro, ed infine il basso. La data di registrazione è poco prima del Natale 1969. Infatti, i Beatles si erano appena sciolti (anche se non ufficialmente): risaliva al 5 settembre l'annuncio, da parte di John Lennon, il quale comunicò ai compagni che aveva deciso di lasciare il gruppo. Nella canzone si sente una porta aperta da Linda; McCartney ha citato il rumore come esempio di come sia stato primitivo il suo metodo di lavoro per l'album di debutto. Nel 2001, Paul ha affermato di aver pensato di finire The Lovely Linda, ma che poi avesse lasciato perdere l'idea. Sulle copie promozionali dell'album c'era scritto che sarebbe stata ultimata in un secondo momento.

## Formazione
- Paul McCartney: voce, chitarra acustica, basso elettrico, percussioni[1]